# Rupprecht von Keller
Rupprecht von Keller (* 19. März 1910 in Schöneberg; † 19. Juli 2003 in Tutzing) war ein deutscher Diplomat in der Zeit des Nationalsozialismus und in der Bundesrepublik.

## Leben

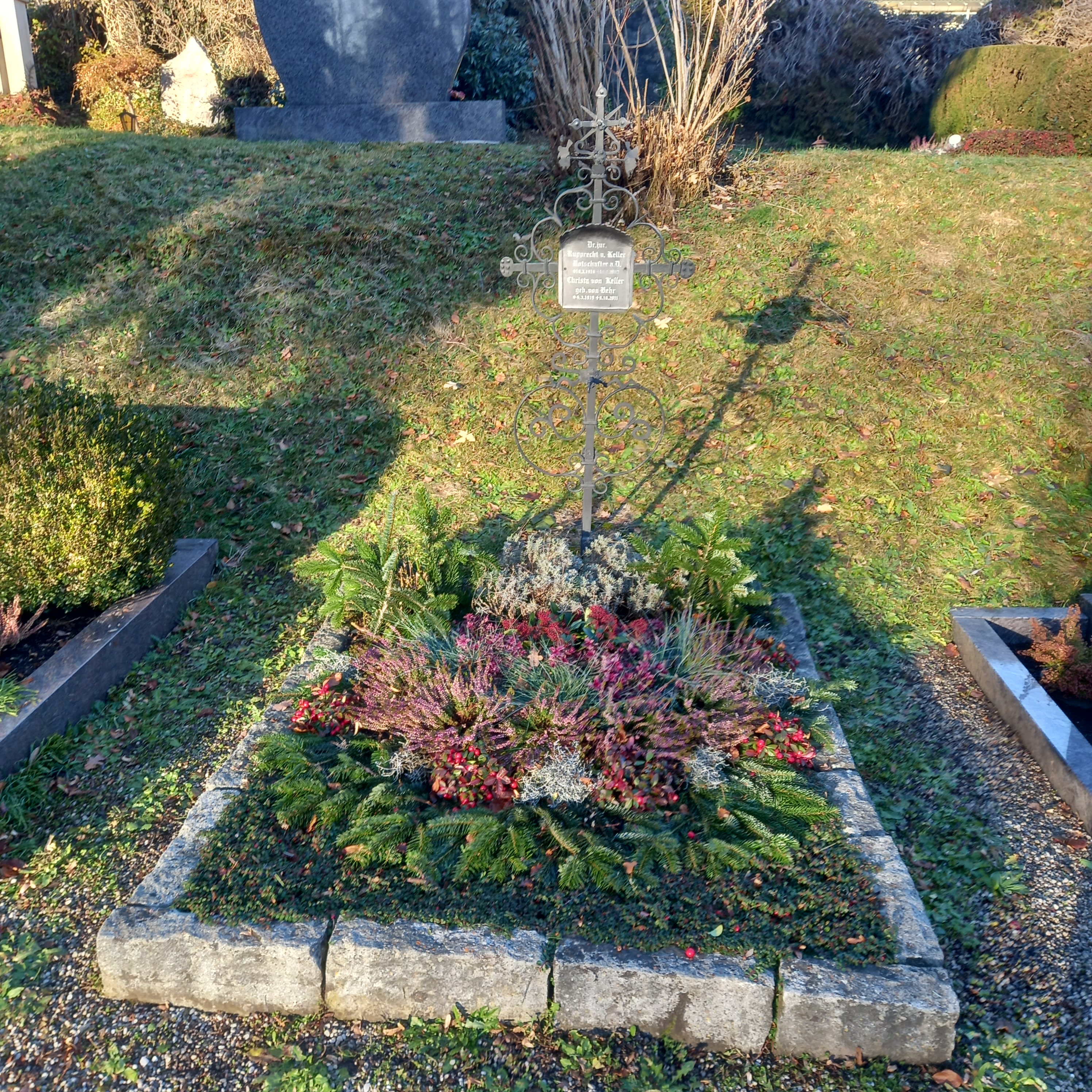
Das Grab von Rupprecht von Keller und seiner Ehefrau Christa geborene von Behr auf dem Neuen Friedhof in Tutzing

Von Kellers Eltern sind Friedrich von Keller, bis zu seiner Entlassung durch die nationalsozialistische Regierung 1935 als Deutscher Botschafter beim Völkerbund in Genf, und Irene von Landmann, Tochter des bayerischen Kultusministers Robert von Landmann. Er besuchte das Internat Kloster Ettal, wo er das Abitur ablegte. Danach folgten Auslandsaufenthalte in Brüssel und Buenos Aires; 1928–1931 Studium der Rechtswissenschaften in Lausanne und München und 1. Staatsexamen, anschließend 1931–1935 Referendarzeit in München und London und Ablegung des 2. Staatsexamens. In München wurde Keller Mitglied der katholischen Studentenverbindung Rheno-Bavaria (im KV). Nach der Machtübernahme durch die Nationalsozialisten trat er der Marine SA in Bayern bei, um seinen Referendarplatz zu sichern. Der Austritt erfolgte 1935.
1936 nach bestandener Aufnahmeprüfung wurde er vom Auswärtigen Amt (AA) übernommen und ging zurück nach Berlin. 1937–1938 erfolgte die Entsendung als Attaché an die deutsche Vertretung in Helsingfors, Finnland. Anschließend war er zwischen 1939 und 1940 Referent, zeitweise in der politischen Abteilung des Auswärtigen Amtes in Berlin. Am 18. Januar 1940 beantragte er die Aufnahme in die NSDAP und wurde zum 1. April desselben Jahres aufgenommen (Mitgliedsnummer 8.012.258). Er meldet sich freiwillig zur Kriegsmarine, um Benachteiligungen und weiteren Nachforschungen aufgrund seiner nicht-arischen Herkunft zu begegnen. Von 1940 bis 1944 dient er, zuletzt als Leutnant und Adjutant des Oberbefehlshabers der Marine Nord in Norwegen, und von 1944 bis zum Kriegsende als Verbindungsoffizier zum Oberkommando der Wehrmacht (OKW) im Auswärtigen Amt in Berlin und Garmisch-Partenkirchen.
Nach der Internierung vom 13. Oktober 1945 bis 31. März 1946 durch die US-Amerikaner und der Entnazifizierung übernimmt er 1947 als Anwalt im Nürnberger Prozess Oberkommando der Wehrmacht die Verteidigung  von General Rudolf Lehmann, die Verteidigung des Generalbevollmächtigten der I.G. Farben Georg von Schnitzler im I.G.-Farben-Prozess und hat auch ein Mandat im Juristenprozess. 1948 wird er Sekretär des Ausschusses zur Entflechtung der I.G. Farben in der Amerikanischen und Britischen Besatzungszone mit Sitz in Frankfurt am Main 1949 heiratet er Christa von Behr.
1950 wird er vom späteren Leiter der Personalabteilung des Auswärtigen Amts, Wilhelm Haas in das Organisationsbüro zum Wiederaufbau des Auswärtigen Amtes berufen und Leiter der Nachwuchsausbildung. 1952 erfolgt die Versetzung als Botschaftsrat nach Ankara und 1954 als Botschaftsrat und Geschäftsträger nach Spanien (1954–1956). 1957 erfolgt die Rückversetzung nach Bonn als Leiter des Rechtsreferats in der handelspolitischen Abteilung des Auswärtigen Amts. In diese Zeit fallen die Verhandlungen mehrerer bilateraler Handelsverträge, u. a. mit Malaysia, Iran, Pakistan, und verschiedenen afrikanischen Ländern. 1964–1969 wird er zum ersten Beobachter im Range eines Botschafters beim Büro der Vereinten Nationen und Vertreter bei deren Unterorganisationen in Genf berufen und wird ab 1966 gleichzeitig als Generalkonsul für die Kantone Genf, Wallis und Waadt akkreditiert. Nach seiner Rückversetzung nach Bonn 1969 fungiert er als stellvertretender Leiter der Rechtsabteilung des Auswärtigen Amts. Im August 1972 wird er zum Botschafter in Kanada ernannt und übt dieses Amt bis zu seiner Verabschiedung in den Ruhestand 1975 aus. Seinen Lebensabend verbringt er bis zu seinem Tod im Jahr 2003 auf dem Familiensitz am Starnberger See.
1965 wird Keller das Große Verdienstkreuz mit Stern des Verdienstordens der Bundesrepublik Deutschland verliehen.
Rupprecht von Keller hat zwei Kinder, Eugen von Keller (geb. 1950) und Cordula von Keller (geb. 1958).